# Бреаль, Мишель
Мише́ль Бреа́ль (фр. Michel Bréal, 26 марта 1832, Ландау (Пфальц), — 25 ноября 1915, Париж) — французский лингвист и историк, общественный деятель; член Академии надписей (1875). Учёным написаны труды по индоевропеистике и мифологии индоевропейских народов.

## Биография
Мишель Бреаль учился в Париже (в Высшей нормальной школе), Меце и др.; изучал санскрит в Берлине у Ф. Боппа. Работал в Парижской национальной библиотеке, преподавал в Коллеж де Франс (1866—1905) и Практической школе высших исследований (1868—1882); секретарь Парижского лингвистического общества (с 1868), генеральный инспектор учреждений высшего образования Франции (1879—1888).
Научные интересы и занятия Бреаля были бы характерны для «среднего» индоевропеиста его времени (перевод на французский сочинений Боппа, составление латинского этимологического словаря, попытки дешифровки кипрского слогового письма и умбрских надписей и т. п.), если бы не его интерес к эволюции значений слов, который выделил его из общего ряда. В книге «Опыт семантики, науки о значениях» (фр. "Essai de sémantique, science de significations", 1897) впервые в истории лингвистики предложил термин «семантика», понимая его, однако, в духе времени как чисто диахроническую область исследований, то есть как анализ исторических изменений значений слов.
Бреаль много занимался также проблемами образования во Франции (реформа орфографии, преподавание классических языков и т. п.). Именно по его предложению в 1894 году в программу первых современных Олимпийских игр 1896 года был включён такой вид спорта, как марафонский бег.